# Richard Martin-Jordan
 (avril 2020).
Si vous disposez d'ouvrages ou d'articles de référence ou si vous connaissez des sites web de qualité traitant du thème abordé ici, merci de compléter l'article en donnant les références utiles à sa vérifiabilité et en les liant à la section « Notes et références ».
Richard Martin-Jordan est un réalisateur, scénariste français de documentaires et de fictions.

## Filmographie
Réalisateur et scénariste
- 2008 : Dieu est américain
- 2012 : Les Cannibales du Pacifique
- 2019: Les siffleur d'Aas

Producteur
- 1976 : Les Enfants des autres
- 1996 : Dire l'indicible, la quête d'Elie Wiesel
- 2008 : Dieu est américain